# Feng Guozhang
Feng Guozhang (冯国璋T, Féng GuózhāngP) (Hejian, 7 gennaio 1859 – Pechino, 12 dicembre 1919) è stato un generale e politico cinese, personalità chiave dell'Esercito Beiyang e della Cina repubblicana. Ricoprì l'incarico di Vicepresidente e quindi di Presidente della Repubblica di Cina. È considerato il fondatore della Cricca di Zhili che combatté per il controllo della Cina settentrionale durante il Periodo dei signori della guerra.

## Biografia

### Vita in anticipo
Feng Guozhang nacque in una povera famiglia di contadini a Hejian, nello Hebei (allora chiamato Zhili).

### Inizio della carriera
Feng entrò nell'esercito, in quello che poi sarebbe diventato il Corpo d'armata del Pei-yang (o Esercito Beiyang) sotto il comando di Yuan Shikai, ed entrò all'Accademia militare di Baoding dove conobbe i suoi amici e alleati chiave. Nel 1895 fu inviato a Tokyo per servire come addetto militare e giunse all'attenzione di Yuan Shikai che iniziò a comandarlo come uno dei suoi sostenitori all'interno dell'Esercito Beiyang.
Dopo la rivolta di Wuchang nel 1911 gli fu ordinato di sopprimere la rivolta a Wuhan e combatté nella battaglia di Yangxia. Yuan Shikai in seguito negoziò l'abdicazione dell'ultimo imperatore e divenne il presidente provvisorio della neonata Repubblica di Cina nel 1912. Feng seguì Yuan nel nuovo governo e fu onorato per il suo contributo alla rivoluzione Xinhai anche se in realtà partecipò attivamente alla sua soppressione.

### Politica
Feng ruppe con Yuan Shikai quandò in seguito tentò di farsi imperatore. Yuan nominò Feng duca ma egli declinò. L'imperatore quindi mandò un ammiraglio ad assassinarlo ma lo mollò e fu assassinato lui stesso. Feng si trasferì a Nanchino dove si unì all'opposizione anti-Yuan.

Feng fu poi vicepresidente sotto Li Yuanhong. Durante l'occupazione di Pechino dal giugno al luglio del 1917 e il colpo di Stato monarchico in luglio da parte del generale Zhang Xun, Feng ricoprì il ruolo di presidente in carica, posizione che mantenne quando Li si dimise formalmente il 17 luglio. 

Prestò giuramento come presidente della Repubblica di Cina il 1º agosto 1917 ma la sua costituzionalità fu contestata in quanto l'Assemblea nazionale non fu convocata per riconoscerla.
Il 14 agosto la Cina entrò nella prima guerra mondiale dalla parte degli Alleati dopo che furono scoperte prove crescenti del sostegno dell'Impero tedesco al colpo di Stato di Zhang, così come le intense pressioni del premier Duan Qirui. Feng mandò circa 135.000 uomini in battaglioni di lavoro sul fronte occidentale, Mesopotamia e in Africa Orientale tedesca. Le truppe furono inviate in Russia per assistere l'intervento alleato nella guerra civile russa. Sun Yat-sen istituì un governo rivale a Canton nel settembre 1917 e dichiarò anche guerra a fine mese in un tentativo fallito di ottenere il riconoscimento internazionale. Feng voleva risolvere pacificamente il conflitto nord-sud che portò Duan a dimettersi in segno di protesta. A causa della pressione della cricca di Anhui, riportò Duan alla leadership. Feng terminò il mandato di cinque anni iniziato da Yuan nel 1913 il 10 ottobre 1918 e morì a Pechino per malattia l'anno seguente.